# Thuận Thừa Quận vương

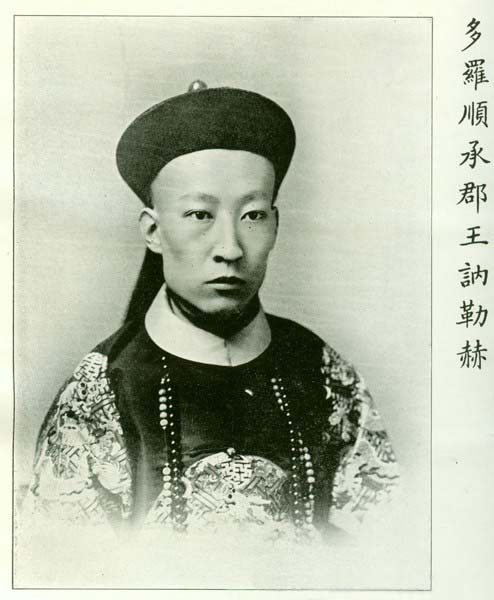
Nột Lặc Hách - đại tông Thuận Thừa Quận vương đời thứ 15

Đa La Thuận Thừa Quận vương (chữ Hán: 多羅顺承郡王) là tước vị Quận vương thế tập truyền đời của nhà Thanh trong lịch sử Trung Quốc. Do được ban ân con cháu tập tước không bị giáng vị, Thuận Thừa Quận vương trở thành một trong Thiết mạo tử vương.

## Khái quát
Thủy tổ của Thuận Thừa vương phủ là Lặc Khắc Đức Hồn - cháu nội của Lễ Liệt Thân vương Đại Thiện, con trai thứ hai của Dĩnh Nghị Thân vương Tát Cáp Lân (薩哈璘).
Năm Thuận Trị thứ 5 (1648), Lặc Khắc Đức Hồn được phong làm Thuận Thừa Quận vương.

### Chi hệ
Lặc Khắc Đức Hồn có 4 con trai, con trai trưởng Cáp Nhĩ Cáp vô tự, con trai thứ hai Tát Lạt là thứ xuất, hậu duệ trở thành Nhàn tản Tông thất. Tước vị do con trai thứ tư Lặc Nhĩ Cẩm kế thừa, nhưng sau đó Lặc Nhĩ Cẩm bị cách tước, ba người con của Lặc Nhĩ Cẩm là con trai thứ ba Lặc Nhĩ Bối, con trai thứ tư Duyên Kỳ và con trai thứ bảy Sung Bảo lần lượt tập tước nhưng đều mất sớm (lần lượt là 5, 7 và 14 tuổi), cuối cùng đành phải cho con trai thứ năm là Bố Mục Ba tập tước, nhưng sau đó cũng bị cách tước.
Cuối cùng, tước vị được chuyển sang cho con trai thứ ba của Lặc Khắc Đức Hồn là Nặc La Bố kế thừa. Từ đó về sau, Đại tông của Thuận Thừa vương phủ do hậu duệ của Nặc La Bố kế thừa.

### Kỳ tịch
Thuận Thừa vương phủ với tư cách là một chi của Lễ vương phủ, có kỳ tịch giống với một chi Lễ vương phủ, đều thuộc Chính Hồng kỳ. Nhưng với tư cách là Nhập bát phân Vương công, Thuận Thừa vương phủ không có chung Tá lĩnh với Lễ vương phủ, điều này khiến cho Thuận Thừa vương phủ tương đối độc lập so với Lễ vương phủ, có thể xem như là một chi độc lập. Cụ thể hơn, Lễ vương phủ thuộc vào Chính Hồng kỳ đệ tứ tộc, còn Thuận Thừa vương phủ thuộc Chính Hồng kỳ đệ nhất tộc.

### Địa vị
Thuận Thừa vương phủ là một chi tách từ Lễ vương phủ, trở thành Tiểu kỳ chủ của Chính Hồng kỳ, lại là Vương phủ được phong nhờ quân công thời Thanh sơ, sở hữu Kỳ quyền tương đối mạnh. Từ thời Khang Hi trở về trước, Thuận Thừa vương phủ ước chừng sở hữu một phần ba thực lực của Chính Hồng kỳ. Mặc dù chỉ có một phần ba, nhưng so với các Vương phủ sau khi nhập quan thì đã mạnh hơn rất nhiều. Dưới tình huống bình thường, vị trí của Thuận Thừa vương phủ trong triều ngay sau Khắc Cần vương phủ, là "Thứ tịch" trong số các Quận vương.

### Danh sĩ
Những người tương đối nổi danh của Thuận Thừa vương phủ, tương tự với Khắc Cần vương phủ, đều là những Vương gia cầm binh đánh trận thời Thanh sơ. Như đời thứ hai Lặc Nhĩ Cẩm, được phong "Ninh Nam Tĩnh Khấu Đại tướng quân", chinh thảo Ngô Tam Quế, mặc dù thắng lợi nhưng vì tội "làm mất quân cơ" mà bị cách tước. Đời thứ tám Tích Bảo, trong lúc xử lý "Bát gia đảng" của Dận Tự, nhờ dụng binh Tây Bắc phối hợp với Ung Chính Đế mà được phong Thân vương, nhưng sau lại vì làm rối loạn quân vụ mà bị cách tước.

### Phủ đệ
Thuận Thừa vương phủ nằm ở Triệu Đăng Vũ lộ, thuộc Tây thành. Cửa chính 5 gian, đại điện 5 gian, phối phòng Đông - Tây mỗi bên 5 gian, hậu điện 3 gian, hậu tẩm 5 gian, dãy nhà sau 9 gian. Đông Tây mỗi bên có các tiểu viện. Đến thời Dân Quốc, Thuận Thừa Quận vương Văn Quỳ bán Vương phủ cho Trương Tác Lâm làm phủ Tổng tư lệnh. Sau khi giải phóng, nơi này trở thành văn phòng của Hội nghị Hiệp thương Chính trị toàn quốc. Vương phủ vẫn được bảo tồn hoàn hảo. Đến năm 1994, Hội nghị Hiệp thương Chính trị xây dựng cơ sở mới, đem dời Vương phủ đi, chuyển đến phía Đông công viên Triều Dương, Bắc Kinh.

### Viên tẩm
Viên tẩm của Thuận Thừa vương phủ có tất cả 3 nơi. Viên tẩm của Tát Cáp Lân nằm ở Bản Khê Bình thuộc Liêu Ninh. Hai viên tẩm khác nằm ở thôn Cam Trì và thôn Long Cương thuộc Bắc Kinh. Hiện nay, nơi này vẫn còn lưu giữ nhiều vết tích và hiện vật lịch sử: Bảo đính và đà long bi  của Lặc Khắc Đức Hồn, tiểu bảo đính của Lặc Nhĩ Cẩm, đại bảo đính và đà long bi của Nặc La Bố, đà long bi của Thái Phỉ Anh A và Luân Trụ, đại bảo đính của Khánh Ân.

### Thời Thanh mạt
Sau khi Nột Lặc Hách qua đời vào năm Dân Quốc thứ 6 mà không có người thừa kế, cơ cấu Tông Nhân phủ còn sót lại của nhà Thanh bèn cho cháu họ xa là Văn Quỳ tập tước, lúc này Văn Quỳ mới 7 tuổi. Sau khi lớn lên, Văn Quỳ có tư tưởng "khôi phục cựu triều", bèn đi theo Mãn Châu quốc làm Pháo binh Thiếu úy. Nhưng sau đó ông thất Mãn Châu quốc không còn hi vọng, liền mượn cớ quay về Bắc Kinh, đóng cửa từ chối tiếp khách, chuyên cần luyện tập thư họa, dùng buôn bán tranh chữ để kiếm sống. Văn Quỳ là Vương gia cuối cùng chân chính tập phong trước khi Mãn Châu quốc thành lập, vậy nên được xưng là "Vương gia thực tế cuối cùng của nhà Thanh". Em trai của ông là Văn Bồng (文蓬), tự Doanh Sinh (瀛生), từ nhỏ đã học tập Mãn văn, truyền thừa hệ thống học vấn "Đồng Quang Thanh ngữ lục hiền", lại chú trọng nghiên cứu khẩu ngữ và kinh ngữ, là một chuyên gia Mãn ngữ hàng đầu hiện nay.

## Thuận Thừa Quận vương
Thứ tự thừa kế Thuận Thừa vương phủ. Số năm lần lượt là năm sinh, năm thừa tước, năm mất; in đậm là khoảng thời gian thụ tước:
1. Thuận Thừa Cung Huệ Quận vương Lặc Khắc Đức Hồn
1619 - 1648 - 1652
2. Dĩ cách Thuận Thừa Quận vương Lặc Nhĩ Cẩm
1652 - 1652 - 1680 - 1706
3. Thuận Thừa Quận vương Lặc Nhĩ Bối
1678 - 1681 - 1682
4. Thuận Thừa Quận vương Duyên Kỳ
1682 - 1682 - 1687
5. Thuận Thừa Quận vương Sung Bảo
1685 - 1687 - 1698
6. Dĩ cách Thuận Thừa Quận vương Bố Mục Ba
1682 - 1698 - 1715 - 1751
7. Thuận Thừa Trung Quận vương Nặc La Bố
1650 - 1715 - 1717
8. Dĩ cách Thuận Thừa Thân vương Tích Bảo
1688 - 1717 - 1731 - 1731 - 1733 - 1742
9. Thuận Thừa Khác Quận vương Hi Lương
1705 - 1733 - 1744
10. Thuận Thừa Cung Quận vương Thái Phỉ Anh A
1728 - 1744 - 1756
11. Thuận Thừa Thận Quận vương Hằng Xương
1753 - 1756 - 1778
12. Thuận Thừa Giản Quận vương Luân Trụ
1772 - 1786 - 1823
13. Thuận Thừa Cần Quận vương Xuân Sơn
1800 - 1823 - 1854
14. Thuận Thừa Mẫn Quận vương Khánh Ân
1844 - 1854 - 1881
15. Thuận Thừa Chất Quận vương Nột Lặc Hách
1881 - 1917
16. Thuận Thừa Quận vương Văn Quỳ
1911 - 1917 - 1945 - 1992

## Phả hệ Thuận Thừa Quận vương
|                                                                  |                                                                  |                                                                  |                                                                  |                                                                  |                                                                  |  |  |                                                           |                                                           |                                                           |                                                           |                                                           |                                                           |  |  | Thuận Thừa Cung Huệ Quận vương Lặc Khắc Đức Hồn 1619 - 1648 - 1652 |                                                   |                                                   |                                                   |                                                   |                                                   |  |  |                                                                     |                                                                     |                                                                     |                                                                     |                                                                     |                                                                     |  |  |                                                   |                                                   |                                                   |                                                   |                                                   |                                                   |  |  |  |  |  |  |  |  |  |  |  |  |  |  |
|                                                                  |                                                                  |                                                                  |                                                                  |                                                                  |                                                                  |  |  |                                                           |                                                           |                                                           |                                                           |                                                           |                                                           |  |  |                                                                    |                                                   |                                                   |                                                   |                                                   |                                                   |  |  |                                                                     |                                                                     |                                                                     |                                                                     |                                                                     |                                                                     |  |  |                                                   |                                                   |                                                   |                                                   |                                                   |                                                   |  |  |  |  |  |  |  |  |  |  |  |  |  |  |
|                                                                  |                                                                  |                                                                  |                                                                  |                                                                  |                                                                  |  |  |                                                           |                                                           |                                                           |                                                           |                                                           |                                                           |  |  |                                                                    |                                                   |                                                   |                                                   |                                                   |                                                   |  |  |                                                                     |                                                                     |                                                                     |                                                                     |                                                                     |                                                                     |  |  |                                                   |                                                   |                                                   |                                                   |                                                   |                                                   |  |  |  |  |  |  |  |  |  |  |  |  |  |  |
| Thuận Thừa Trung Quận vương Nặc La Bố 1650 - 1715 - 1717         | Thuận Thừa Trung Quận vương Nặc La Bố 1650 - 1715 - 1717         | Thuận Thừa Trung Quận vương Nặc La Bố 1650 - 1715 - 1717         | Thuận Thừa Trung Quận vương Nặc La Bố 1650 - 1715 - 1717         | Thuận Thừa Trung Quận vương Nặc La Bố 1650 - 1715 - 1717         | Thuận Thừa Trung Quận vương Nặc La Bố 1650 - 1715 - 1717         |  |  |                                                           |                                                           |                                                           |                                                           |                                                           |                                                           |  |  |                                                                    |                                                   |                                                   |                                                   |                                                   |                                                   |  |  | Dĩ cách Thuận Thừa Quận vương Lặc Nhĩ Cẩm 1652 - 1652 - 1680 - 1706 | Dĩ cách Thuận Thừa Quận vương Lặc Nhĩ Cẩm 1652 - 1652 - 1680 - 1706 | Dĩ cách Thuận Thừa Quận vương Lặc Nhĩ Cẩm 1652 - 1652 - 1680 - 1706 | Dĩ cách Thuận Thừa Quận vương Lặc Nhĩ Cẩm 1652 - 1652 - 1680 - 1706 | Dĩ cách Thuận Thừa Quận vương Lặc Nhĩ Cẩm 1652 - 1652 - 1680 - 1706 | Dĩ cách Thuận Thừa Quận vương Lặc Nhĩ Cẩm 1652 - 1652 - 1680 - 1706 |  |  |                                                   |                                                   |                                                   |                                                   |                                                   |                                                   |  |  |  |  |  |  |  |  |  |  |  |  |  |  |
| Thuận Thừa Trung Quận vương Nặc La Bố 1650 - 1715 - 1717         | Thuận Thừa Trung Quận vương Nặc La Bố 1650 - 1715 - 1717         | Thuận Thừa Trung Quận vương Nặc La Bố 1650 - 1715 - 1717         | Thuận Thừa Trung Quận vương Nặc La Bố 1650 - 1715 - 1717         | Thuận Thừa Trung Quận vương Nặc La Bố 1650 - 1715 - 1717         | Thuận Thừa Trung Quận vương Nặc La Bố 1650 - 1715 - 1717         |  |  |                                                           |                                                           |                                                           |                                                           |                                                           |                                                           |  |  |                                                                    |                                                   |                                                   |                                                   |                                                   |                                                   |  |  | Dĩ cách Thuận Thừa Quận vương Lặc Nhĩ Cẩm 1652 - 1652 - 1680 - 1706 | Dĩ cách Thuận Thừa Quận vương Lặc Nhĩ Cẩm 1652 - 1652 - 1680 - 1706 | Dĩ cách Thuận Thừa Quận vương Lặc Nhĩ Cẩm 1652 - 1652 - 1680 - 1706 | Dĩ cách Thuận Thừa Quận vương Lặc Nhĩ Cẩm 1652 - 1652 - 1680 - 1706 | Dĩ cách Thuận Thừa Quận vương Lặc Nhĩ Cẩm 1652 - 1652 - 1680 - 1706 | Dĩ cách Thuận Thừa Quận vương Lặc Nhĩ Cẩm 1652 - 1652 - 1680 - 1706 |  |  |                                                   |                                                   |                                                   |                                                   |                                                   |                                                   |  |  |  |  |  |  |  |  |  |  |  |  |  |  |
|                                                                  |                                                                  |                                                                  |                                                                  |                                                                  |                                                                  |  |  |                                                           |                                                           |                                                           |                                                           |                                                           |                                                           |  |  |                                                                    |                                                   |                                                   |                                                   |                                                   |                                                   |  |  |                                                                     |                                                                     |                                                                     |                                                                     |                                                                     |                                                                     |  |  |                                                   |                                                   |                                                   |                                                   |                                                   |                                                   |  |  |  |  |  |  |  |  |  |  |  |  |  |  |
| Dĩ cách Thuận Thừa Thân vương Tích Bảo 1688 - 1717 - 1733 - 1742 | Dĩ cách Thuận Thừa Thân vương Tích Bảo 1688 - 1717 - 1733 - 1742 | Dĩ cách Thuận Thừa Thân vương Tích Bảo 1688 - 1717 - 1733 - 1742 | Dĩ cách Thuận Thừa Thân vương Tích Bảo 1688 - 1717 - 1733 - 1742 | Dĩ cách Thuận Thừa Thân vương Tích Bảo 1688 - 1717 - 1733 - 1742 | Dĩ cách Thuận Thừa Thân vương Tích Bảo 1688 - 1717 - 1733 - 1742 |  |  | Thuận Thừa Quận vương Lặc Nhĩ Bối 1678 - 1681 - 1682      | Thuận Thừa Quận vương Lặc Nhĩ Bối 1678 - 1681 - 1682      | Thuận Thừa Quận vương Lặc Nhĩ Bối 1678 - 1681 - 1682      | Thuận Thừa Quận vương Lặc Nhĩ Bối 1678 - 1681 - 1682      | Thuận Thừa Quận vương Lặc Nhĩ Bối 1678 - 1681 - 1682      | Thuận Thừa Quận vương Lặc Nhĩ Bối 1678 - 1681 - 1682      |  |  | Thuận Thừa Quận vương Duyên Kỳ 1682 - 1682 - 1687                  | Thuận Thừa Quận vương Duyên Kỳ 1682 - 1682 - 1687 | Thuận Thừa Quận vương Duyên Kỳ 1682 - 1682 - 1687 | Thuận Thừa Quận vương Duyên Kỳ 1682 - 1682 - 1687 | Thuận Thừa Quận vương Duyên Kỳ 1682 - 1682 - 1687 | Thuận Thừa Quận vương Duyên Kỳ 1682 - 1682 - 1687 |  |  | Dĩ cách Thuận Thừa Quận vương Bố Mục Ba 1682 - 1698 - 1715 - 1751   | Dĩ cách Thuận Thừa Quận vương Bố Mục Ba 1682 - 1698 - 1715 - 1751   | Dĩ cách Thuận Thừa Quận vương Bố Mục Ba 1682 - 1698 - 1715 - 1751   | Dĩ cách Thuận Thừa Quận vương Bố Mục Ba 1682 - 1698 - 1715 - 1751   | Dĩ cách Thuận Thừa Quận vương Bố Mục Ba 1682 - 1698 - 1715 - 1751   | Dĩ cách Thuận Thừa Quận vương Bố Mục Ba 1682 - 1698 - 1715 - 1751   |  |  | Thuận Thừa Quận vương Sung Bảo 1685 - 1687 - 1698 | Thuận Thừa Quận vương Sung Bảo 1685 - 1687 - 1698 | Thuận Thừa Quận vương Sung Bảo 1685 - 1687 - 1698 | Thuận Thừa Quận vương Sung Bảo 1685 - 1687 - 1698 | Thuận Thừa Quận vương Sung Bảo 1685 - 1687 - 1698 | Thuận Thừa Quận vương Sung Bảo 1685 - 1687 - 1698 |  |  |  |  |  |  |  |  |  |  |  |  |  |  |
| Dĩ cách Thuận Thừa Thân vương Tích Bảo 1688 - 1717 - 1733 - 1742 | Dĩ cách Thuận Thừa Thân vương Tích Bảo 1688 - 1717 - 1733 - 1742 | Dĩ cách Thuận Thừa Thân vương Tích Bảo 1688 - 1717 - 1733 - 1742 | Dĩ cách Thuận Thừa Thân vương Tích Bảo 1688 - 1717 - 1733 - 1742 | Dĩ cách Thuận Thừa Thân vương Tích Bảo 1688 - 1717 - 1733 - 1742 | Dĩ cách Thuận Thừa Thân vương Tích Bảo 1688 - 1717 - 1733 - 1742 |  |  | Thuận Thừa Quận vương Lặc Nhĩ Bối 1678 - 1681 - 1682      | Thuận Thừa Quận vương Lặc Nhĩ Bối 1678 - 1681 - 1682      | Thuận Thừa Quận vương Lặc Nhĩ Bối 1678 - 1681 - 1682      | Thuận Thừa Quận vương Lặc Nhĩ Bối 1678 - 1681 - 1682      | Thuận Thừa Quận vương Lặc Nhĩ Bối 1678 - 1681 - 1682      | Thuận Thừa Quận vương Lặc Nhĩ Bối 1678 - 1681 - 1682      |  |  | Thuận Thừa Quận vương Duyên Kỳ 1682 - 1682 - 1687                  | Thuận Thừa Quận vương Duyên Kỳ 1682 - 1682 - 1687 | Thuận Thừa Quận vương Duyên Kỳ 1682 - 1682 - 1687 | Thuận Thừa Quận vương Duyên Kỳ 1682 - 1682 - 1687 | Thuận Thừa Quận vương Duyên Kỳ 1682 - 1682 - 1687 | Thuận Thừa Quận vương Duyên Kỳ 1682 - 1682 - 1687 |  |  | Dĩ cách Thuận Thừa Quận vương Bố Mục Ba 1682 - 1698 - 1715 - 1751   | Dĩ cách Thuận Thừa Quận vương Bố Mục Ba 1682 - 1698 - 1715 - 1751   | Dĩ cách Thuận Thừa Quận vương Bố Mục Ba 1682 - 1698 - 1715 - 1751   | Dĩ cách Thuận Thừa Quận vương Bố Mục Ba 1682 - 1698 - 1715 - 1751   | Dĩ cách Thuận Thừa Quận vương Bố Mục Ba 1682 - 1698 - 1715 - 1751   | Dĩ cách Thuận Thừa Quận vương Bố Mục Ba 1682 - 1698 - 1715 - 1751   |  |  | Thuận Thừa Quận vương Sung Bảo 1685 - 1687 - 1698 | Thuận Thừa Quận vương Sung Bảo 1685 - 1687 - 1698 | Thuận Thừa Quận vương Sung Bảo 1685 - 1687 - 1698 | Thuận Thừa Quận vương Sung Bảo 1685 - 1687 - 1698 | Thuận Thừa Quận vương Sung Bảo 1685 - 1687 - 1698 | Thuận Thừa Quận vương Sung Bảo 1685 - 1687 - 1698 |  |  |  |  |  |  |  |  |  |  |  |  |  |  |
| Thuận Thừa Khác Quận vương Hi Lương 1705 - 1733 - 1744           |                                                                  |                                                                  |                                                                  |                                                                  |                                                                  |  |  |                                                           |                                                           |                                                           |                                                           |                                                           |                                                           |  |  |                                                                    |                                                   |                                                   |                                                   |                                                   |                                                   |  |  |                                                                     |                                                                     |                                                                     |                                                                     |                                                                     |                                                                     |  |  |                                                   |                                                   |                                                   |                                                   |                                                   |                                                   |  |  |  |  |  |  |  |  |  |  |  |  |  |  |
|                                                                  |                                                                  |                                                                  |                                                                  |                                                                  |                                                                  |  |  |                                                           |                                                           |                                                           |                                                           |                                                           |                                                           |  |  |                                                                    |                                                   |                                                   |                                                   |                                                   |                                                   |  |  |                                                                     |                                                                     |                                                                     |                                                                     |                                                                     |                                                                     |  |  |                                                   |                                                   |                                                   |                                                   |                                                   |                                                   |  |  |  |  |  |  |  |  |  |  |  |  |  |  |
| Thuận Thừa Cung Quận vương Thái Phỉ Anh A 1728 - 1744 - 1756     |                                                                  |                                                                  |                                                                  |                                                                  |                                                                  |  |  |                                                           |                                                           |                                                           |                                                           |                                                           |                                                           |  |  |                                                                    |                                                   |                                                   |                                                   |                                                   |                                                   |  |  |                                                                     |                                                                     |                                                                     |                                                                     |                                                                     |                                                                     |  |  |                                                   |                                                   |                                                   |                                                   |                                                   |                                                   |  |  |  |  |  |  |  |  |  |  |  |  |  |  |
|                                                                  |                                                                  |                                                                  |                                                                  |                                                                  |                                                                  |  |  |                                                           |                                                           |                                                           |                                                           |                                                           |                                                           |  |  |                                                                    |                                                   |                                                   |                                                   |                                                   |                                                   |  |  |                                                                     |                                                                     |                                                                     |                                                                     |                                                                     |                                                                     |  |  |                                                   |                                                   |                                                   |                                                   |                                                   |                                                   |  |  |  |  |  |  |  |  |  |  |  |  |  |  |
| Thuận Thừa Thận Quận vương Hằng Xương 1753 - 1756 - 1778         |                                                                  |                                                                  |                                                                  |                                                                  |                                                                  |  |  |                                                           |                                                           |                                                           |                                                           |                                                           |                                                           |  |  |                                                                    |                                                   |                                                   |                                                   |                                                   |                                                   |  |  |                                                                     |                                                                     |                                                                     |                                                                     |                                                                     |                                                                     |  |  |                                                   |                                                   |                                                   |                                                   |                                                   |                                                   |  |  |  |  |  |  |  |  |  |  |  |  |  |  |
|                                                                  |                                                                  |                                                                  |                                                                  |                                                                  |                                                                  |  |  |                                                           |                                                           |                                                           |                                                           |                                                           |                                                           |  |  |                                                                    |                                                   |                                                   |                                                   |                                                   |                                                   |  |  |                                                                     |                                                                     |                                                                     |                                                                     |                                                                     |                                                                     |  |  |                                                   |                                                   |                                                   |                                                   |                                                   |                                                   |  |  |  |  |  |  |  |  |  |  |  |  |  |  |
| Thuận Thừa Giản Quận vương Luân Trụ 1772 - 1786 - 1823           |                                                                  |                                                                  |                                                                  |                                                                  |                                                                  |  |  |                                                           |                                                           |                                                           |                                                           |                                                           |                                                           |  |  |                                                                    |                                                   |                                                   |                                                   |                                                   |                                                   |  |  |                                                                     |                                                                     |                                                                     |                                                                     |                                                                     |                                                                     |  |  |                                                   |                                                   |                                                   |                                                   |                                                   |                                                   |  |  |  |  |  |  |  |  |  |  |  |  |  |  |
|                                                                  |                                                                  |                                                                  |                                                                  |                                                                  |                                                                  |  |  |                                                           |                                                           |                                                           |                                                           |                                                           |                                                           |  |  |                                                                    |                                                   |                                                   |                                                   |                                                   |                                                   |  |  |                                                                     |                                                                     |                                                                     |                                                                     |                                                                     |                                                                     |  |  |                                                   |                                                   |                                                   |                                                   |                                                   |                                                   |  |  |  |  |  |  |  |  |  |  |  |  |  |  |
|                                                                  |                                                                  |                                                                  |                                                                  |                                                                  |                                                                  |  |  |                                                           |                                                           |                                                           |                                                           |                                                           |                                                           |  |  |                                                                    |                                                   |                                                   |                                                   |                                                   |                                                   |  |  |                                                                     |                                                                     |                                                                     |                                                                     |                                                                     |                                                                     |  |  |                                                   |                                                   |                                                   |                                                   |                                                   |                                                   |  |  |  |  |  |  |  |  |  |  |  |  |  |  |
| Thuận Thừa Cần Quận vương Xuân Sơn 1800 - 1823 - 1854            | Thuận Thừa Cần Quận vương Xuân Sơn 1800 - 1823 - 1854            | Thuận Thừa Cần Quận vương Xuân Sơn 1800 - 1823 - 1854            | Thuận Thừa Cần Quận vương Xuân Sơn 1800 - 1823 - 1854            | Thuận Thừa Cần Quận vương Xuân Sơn 1800 - 1823 - 1854            | Thuận Thừa Cần Quận vương Xuân Sơn 1800 - 1823 - 1854            |  |  | Tam đẳng Trấn quốc Tướng quân Xuân Hữu (春佑) 1801 - 1876 | Tam đẳng Trấn quốc Tướng quân Xuân Hữu (春佑) 1801 - 1876 | Tam đẳng Trấn quốc Tướng quân Xuân Hữu (春佑) 1801 - 1876 | Tam đẳng Trấn quốc Tướng quân Xuân Hữu (春佑) 1801 - 1876 | Tam đẳng Trấn quốc Tướng quân Xuân Hữu (春佑) 1801 - 1876 | Tam đẳng Trấn quốc Tướng quân Xuân Hữu (春佑) 1801 - 1876 |  |  |                                                                    |                                                   |                                                   |                                                   |                                                   |                                                   |  |  |                                                                     |                                                                     |                                                                     |                                                                     |                                                                     |                                                                     |  |  |                                                   |                                                   |                                                   |                                                   |                                                   |                                                   |  |  |  |  |  |  |  |  |  |  |  |  |  |  |
| Thuận Thừa Cần Quận vương Xuân Sơn 1800 - 1823 - 1854            | Thuận Thừa Cần Quận vương Xuân Sơn 1800 - 1823 - 1854            | Thuận Thừa Cần Quận vương Xuân Sơn 1800 - 1823 - 1854            | Thuận Thừa Cần Quận vương Xuân Sơn 1800 - 1823 - 1854            | Thuận Thừa Cần Quận vương Xuân Sơn 1800 - 1823 - 1854            | Thuận Thừa Cần Quận vương Xuân Sơn 1800 - 1823 - 1854            |  |  | Tam đẳng Trấn quốc Tướng quân Xuân Hữu (春佑) 1801 - 1876 | Tam đẳng Trấn quốc Tướng quân Xuân Hữu (春佑) 1801 - 1876 | Tam đẳng Trấn quốc Tướng quân Xuân Hữu (春佑) 1801 - 1876 | Tam đẳng Trấn quốc Tướng quân Xuân Hữu (春佑) 1801 - 1876 | Tam đẳng Trấn quốc Tướng quân Xuân Hữu (春佑) 1801 - 1876 | Tam đẳng Trấn quốc Tướng quân Xuân Hữu (春佑) 1801 - 1876 |  |  |                                                                    |                                                   |                                                   |                                                   |                                                   |                                                   |  |  |                                                                     |                                                                     |                                                                     |                                                                     |                                                                     |                                                                     |  |  |                                                   |                                                   |                                                   |                                                   |                                                   |                                                   |  |  |  |  |  |  |  |  |  |  |  |  |  |  |
| Thuận Thừa Mẫn Quận vương Khánh Ân 1844 - 1854 - 1881            | Thuận Thừa Mẫn Quận vương Khánh Ân 1844 - 1854 - 1881            | Thuận Thừa Mẫn Quận vương Khánh Ân 1844 - 1854 - 1881            | Thuận Thừa Mẫn Quận vương Khánh Ân 1844 - 1854 - 1881            | Thuận Thừa Mẫn Quận vương Khánh Ân 1844 - 1854 - 1881            | Thuận Thừa Mẫn Quận vương Khánh Ân 1844 - 1854 - 1881            |  |  | Tam đẳng Phụ quốc Tướng quân Khiêm Đức (谦德) 1834 - 1895 | Tam đẳng Phụ quốc Tướng quân Khiêm Đức (谦德) 1834 - 1895 | Tam đẳng Phụ quốc Tướng quân Khiêm Đức (谦德) 1834 - 1895 | Tam đẳng Phụ quốc Tướng quân Khiêm Đức (谦德) 1834 - 1895 | Tam đẳng Phụ quốc Tướng quân Khiêm Đức (谦德) 1834 - 1895 | Tam đẳng Phụ quốc Tướng quân Khiêm Đức (谦德) 1834 - 1895 |  |  |                                                                    |                                                   |                                                   |                                                   |                                                   |                                                   |  |  |                                                                     |                                                                     |                                                                     |                                                                     |                                                                     |                                                                     |  |  |                                                   |                                                   |                                                   |                                                   |                                                   |                                                   |  |  |  |  |  |  |  |  |  |  |  |  |  |  |
| Thuận Thừa Mẫn Quận vương Khánh Ân 1844 - 1854 - 1881            | Thuận Thừa Mẫn Quận vương Khánh Ân 1844 - 1854 - 1881            | Thuận Thừa Mẫn Quận vương Khánh Ân 1844 - 1854 - 1881            | Thuận Thừa Mẫn Quận vương Khánh Ân 1844 - 1854 - 1881            | Thuận Thừa Mẫn Quận vương Khánh Ân 1844 - 1854 - 1881            | Thuận Thừa Mẫn Quận vương Khánh Ân 1844 - 1854 - 1881            |  |  | Tam đẳng Phụ quốc Tướng quân Khiêm Đức (谦德) 1834 - 1895 | Tam đẳng Phụ quốc Tướng quân Khiêm Đức (谦德) 1834 - 1895 | Tam đẳng Phụ quốc Tướng quân Khiêm Đức (谦德) 1834 - 1895 | Tam đẳng Phụ quốc Tướng quân Khiêm Đức (谦德) 1834 - 1895 | Tam đẳng Phụ quốc Tướng quân Khiêm Đức (谦德) 1834 - 1895 | Tam đẳng Phụ quốc Tướng quân Khiêm Đức (谦德) 1834 - 1895 |  |  |                                                                    |                                                   |                                                   |                                                   |                                                   |                                                   |  |  |                                                                     |                                                                     |                                                                     |                                                                     |                                                                     |                                                                     |  |  |                                                   |                                                   |                                                   |                                                   |                                                   |                                                   |  |  |  |  |  |  |  |  |  |  |  |  |  |  |
| Thuận Thừa Chất Quận vương Nột Lặc Hách 1881 - 1917              | Thuận Thừa Chất Quận vương Nột Lặc Hách 1881 - 1917              | Thuận Thừa Chất Quận vương Nột Lặc Hách 1881 - 1917              | Thuận Thừa Chất Quận vương Nột Lặc Hách 1881 - 1917              | Thuận Thừa Chất Quận vương Nột Lặc Hách 1881 - 1917              | Thuận Thừa Chất Quận vương Nột Lặc Hách 1881 - 1917              |  |  | Phụng ân Tướng quân Trường Phúc (长福) ? - 1923           | Phụng ân Tướng quân Trường Phúc (长福) ? - 1923           | Phụng ân Tướng quân Trường Phúc (长福) ? - 1923           | Phụng ân Tướng quân Trường Phúc (长福) ? - 1923           | Phụng ân Tướng quân Trường Phúc (长福) ? - 1923           | Phụng ân Tướng quân Trường Phúc (长福) ? - 1923           |  |  |                                                                    |                                                   |                                                   |                                                   |                                                   |                                                   |  |  |                                                                     |                                                                     |                                                                     |                                                                     |                                                                     |                                                                     |  |  |                                                   |                                                   |                                                   |                                                   |                                                   |                                                   |  |  |  |  |  |  |  |  |  |  |  |  |  |  |
| Thuận Thừa Chất Quận vương Nột Lặc Hách 1881 - 1917              | Thuận Thừa Chất Quận vương Nột Lặc Hách 1881 - 1917              | Thuận Thừa Chất Quận vương Nột Lặc Hách 1881 - 1917              | Thuận Thừa Chất Quận vương Nột Lặc Hách 1881 - 1917              | Thuận Thừa Chất Quận vương Nột Lặc Hách 1881 - 1917              | Thuận Thừa Chất Quận vương Nột Lặc Hách 1881 - 1917              |  |  | Phụng ân Tướng quân Trường Phúc (长福) ? - 1923           | Phụng ân Tướng quân Trường Phúc (长福) ? - 1923           | Phụng ân Tướng quân Trường Phúc (长福) ? - 1923           | Phụng ân Tướng quân Trường Phúc (长福) ? - 1923           | Phụng ân Tướng quân Trường Phúc (长福) ? - 1923           | Phụng ân Tướng quân Trường Phúc (长福) ? - 1923           |  |  |                                                                    |                                                   |                                                   |                                                   |                                                   |                                                   |  |  |                                                                     |                                                                     |                                                                     |                                                                     |                                                                     |                                                                     |  |  |                                                   |                                                   |                                                   |                                                   |                                                   |                                                   |  |  |  |  |  |  |  |  |  |  |  |  |  |  |
|                                                                  |                                                                  |                                                                  |                                                                  |                                                                  |                                                                  |  |  |                                                           |                                                           |                                                           |                                                           |                                                           |                                                           |  |  |                                                                    |                                                   |                                                   |                                                   |                                                   |                                                   |  |  |                                                                     |                                                                     |                                                                     |                                                                     |                                                                     |                                                                     |  |  |                                                   |                                                   |                                                   |                                                   |                                                   |                                                   |  |  |  |  |  |  |  |  |  |  |  |  |  |  |
|                                                                  |                                                                  |                                                                  |                                                                  |                                                                  |                                                                  |  |  | Thuận Thừa Quận vương Văn Quỳ 1911 - 1917 - 1945 - 1992   |                                                           |                                                           |                                                           |                                                           |                                                           |  |  |                                                                    |                                                   |                                                   |                                                   |                                                   |                                                   |  |  |                                                                     |                                                                     |                                                                     |                                                                     |                                                                     |                                                                     |  |  |                                                   |                                                   |                                                   |                                                   |                                                   |                                                   |  |  |  |  |  |  |  |  |  |  |  |  |  |  |